# Ixodes nectomys
Ixodes nectomys este o specie de căpușe din genul Ixodes, familia Ixodidae, descrisă de Glen M. Kohls în anul 1956.
Este endemică în Peru. Conform Catalogue of Life specia Ixodes nectomys nu are subspecii cunoscute.